# Stradivari Gibson
Lo Stradivari Gibson è un antico violino fabbricato dal liutaio Antonio Stradivari di Cremona nel 1713. Il Gibson, mentre era in possesso di Bronisław Huberman, fu rubato due volte. La prima volta il violino fu restituito poco dopo il furto; il secondo furto, probabilmente compiuto dal musicista Julian Altman, avvenne la sera del 28 febbraio 1936, dietro le quinte della Carnegie Hall, mentre Huberman si esibiva con il suo Guarneri del 1731.

## Storia
Sebbene Huberman non abbia mai più visto il Gibson, lo strumento fu recuperato 50 anni dopo, nel 1985, a seguito della confessione che Altman, il quale aveva comprato il violino rubato da un amico per 100 dollari, rese a sua moglie sul letto di morte. Nel 1988 la moglie consegnò lo Stradivari ai Lloyd's, che le pagarono una compenso per il ritrovamento di 263 000 dollari e poi vendettero il violino per 1,2 milioni di dollari a Norbert Brainin, un celebre violinista inglese.
Il Gibson ex-Huberman è attualmente di proprietà del violinista Joshua Bell. Bell aveva tenuto e suonato il violino e Brainin scherzosamente gli disse che il violino poteva essere suo per quattro milioni di dollari. Poco dopo, per caso, Bell si imbatté di nuovo nel violino e scoprì che stava per essere venduto a un industriale tedesco per entrare a far parte di una collezione. Secondo il suo sito web, Bell "era praticamente in lacrime".
Bell quindi vendette lo Stradivari che possedeva, il Tom Taylor, per poco più di due milioni di dollari e fece l'acquisto del Gibson ex Huberman per poco meno del prezzo richiesto di quattro milioni di dollari. La sua prima registrazione fatta con il Gibson ex Huberman fu Romance of the Violin (con la Sony Classical) nel 2003.